# Tyendinaga
Tyendinaga est un territoire mohawk au Canada, précisément dans la province de l'Ontario.
Autrefois considéré comme le « chemin Mohawk », le territoire mohawk de Tyendinaga est situé à environ 13 kilomètres de Belleville (Ontario) et à environ 80 kilomètres de Kingston (Ontario), Canada, sur les rives de la baie de Quinte. Le canton de Tyendinaga est situé juste au nord du territoire. 
Traduit en français, Tyendinaga veut dire « placer le bois ensemble ». En fait, Tyendinaga est dérivé du nom « Thayendanegea », le nom mohawk du capitaine Joseph Brant et fait référence à la croyance que « notre force se trouve dans l’unité ».
On y retrouve la chapelle royale Christ Church, désignée lieu historique national du Canada.